# Robert Kajanus
Robert Kajanus (Helsinki, 2 dicembre 1856 – Helsinki, 6 luglio 1933) è stato un compositore e direttore d'orchestra finlandese.

## Biografia
È considerato il più importante compositore finnico prima di Jean Sibelius.
La sua musica prende spunto dalle leggende di folklore del popolo finlandese.
Si è avvicinato alla musica studiando teoria musicale e composizione con Richard Faltin e violino con Gustav Niemann nella sua città natale ma, come altri prestigiosi musicisti finlandesi dell'epoca, ha completato i suoi studi all'estero.
Si trasferì dapprima a Lipsia dove, tra il 1877 e il 1882, seguì le lezioni di Carl Reinecke, di Salomon Jadassohn e di Hans Richter al Conservatorio, e poi a Parigi come allievo di Johan Svendsen.
Iniziò a lavorare a Dresda subito dopo la sua laurea e dopo qualche anno ritornò in Finlandia. Il suo debutto come direttore d'orchestra a Helsinki risale al 1878, e negli stessi anni sostenne le composizioni di Jean Sibelius.
Nel 1882 è stato un promotore ed un fondatore della prima Società di concerti finlandese.
È stato per trenta anni professore all'Università di Helsinki, oltreché direttore d'orchestra e di eventi musicali.
Nel 1900 decise di effettuare una tournée nell'Europa occidentale per divulgare e diffondere la musica finlandese.
Ha fondato il Nordic Music Festival nel 1919, la cui prima edizione si è tenuta a Copenaghen con la partecipazione di numerosi musicisti, tra i quali: Jean Sibelius, Johan Halvorsen, Georg Høeberg, Frederik Schnedler-Petersen, Wilhelm Stenhammar, Karin Bronzell, Erkki Melartin e Carl Nielsen.
Ha ricevuto numerose decorazioni e riconoscimenti, tra cui la Legion d'onore francese.
Tra le sue composizioni, annoveriamo musica corale e musica per orchestra: Kalevala, Aino, Rapsodie finlandesi, la suite Sommererinnerungen.
Kajanus diede il via ad una discendenza familiare strettamente legata alla musica ed all'arte. Fu il padre degli arpisti Lilly Kajanus-Blenner (1885-1963) e Aino Kajanus-Mangström (1888-1951), del violinista Kaj Kajanus (1908-1994); sua nipote Johanna Kajanus fu una premiata scultrice norvegese; il musicista e compositore pop Georg Kajanus fu suo pronipote.

## Kajanus e Sibelius
Kajanus ha avuto un impatto decisivo sullo sviluppo della carriera di Jean Sibelius. La relazione di Robert Kajanus con Jean Sibelius si è dimostrata sempre amichevole, anche se i due hanno gareggiato nel 1897 per l'incarico di direttore musicale dell'Università di Helsinki.
Tuttavia si riconciliarono grazie al tour che l'orchestra della Helsinki Orchestral Society diede in Europa nel 1900, dove riapparvero insieme all'Esposizione universale di Parigi su invito del governo francese.
Kullervo, il capolavoro di Sibelius, è stato scritto sulla scia del poema sinfonico Aino di Kajanus. Inoltre, come direttore, Kajanus risultò fondamentale per il lancio di una delle opere più popolari e durature di Sibelius: En Saga.
Quando Kajanus portò la Filarmonica di Helsinki in un tour europeo nel 1900, entrambi parteciparono come direttori d'orchestra, in quelle che sarebbero state le prime esibizioni delle opere di Sibelius al di fuori della Finlandia.
Kajanus è stato il primo a registrare le sinfonie di Sibelius ("Sinfonia n. 1", "Sinfonia n. 2", "Sinfonia n. 3" e "Sinfonia n. 5").
Con il proseguimento della carriera di Sibelius come compositore, Kajanus si dedicò alla diffusione della musica orchestrale di Sibelius, essendone il suo interprete principale dentro e fuori la Finlandia.

## Opere principali

### Opere per orchestra
- Kullervon surumarssi, Op. 3 (1880);
- Due rapsodie finlandesi
  - Suomalainen rapsodia, n. 1 in Do minore, Op. 5 (1881);
  - Suomalainen rapsodia, n. 2 in Fa maggiore (1886);
- Aino, poema sinfonico con coro maschile finale (1885);
- Air élégiaque, violino e orchestra (1887);
- Sommarminnen (1896);
- Adagietto (1913);
- Sinfonietta in Si bemolle maggiore opus 16 (1915);
- Obertura sinfónica (1926);
- Intermezzo (1926);
- Suite ancienne (1931);

### Musica da camera
- Impromptu, piano (1875);
- Fantasía (Notturno), piano (1875);
- Piano Sonata, Sonata per piano (1876);
- Violin Sonata, Sonata per piano (1876);
- Sechs Albumblätter, piano (1877);
- Lyrische Stücke, testi per piano (1879);
- Studio di concerto, arpa (1914);

### Coro e orchestra
- Cantata (1874);
- Nouskaa aatteet (1898);
- Kalevala-Hymm (1910);

### Coro a capella
- Sotamarssi, coro maschile (1889);
- Ylioppilaskunnan marssi.